# Замбийско-израильские отношения
Израильско-замбийские отношения — двусторонние международные дипломатические, экономические, культурные и другие отношения между Замбией и Израилем.
Между Замбией и Израилем в настоящее время установлены дипломатические отношения. Израиль представлен в Замбии нерезидентным послом, который работает в Найроби, Кения, а у Замбии есть посольство в Тель-Авиве, которое открылось в начале сентября 2015 года. До открытия замбийского посольства в Израиле, замбийское посольство в Кении было аккредитовано на Израиль.

## История
Замбия была одной из первых африканских стран, которые принимали европейских евреев, бежавших от нацистского режима в Германии в 1930-40-х годах.
Первый президент Замбии Кеннет Каунда установил дипломатические отношения с Израилем в 1964 году, когда его страна обрела независимость. В 1973 году Замбия, как и большинство африканских стран по рекомендации Организации африканского единства, разорвала дип. отношения с Израилем из-за Войны Судного дня.
Отношения были восстановлены в 1991 году и с тех пор Замбия и Израиль поддерживают непрерывные положительные отношения. Замбийский президент Фредерик Чилуба, при котором отношения были восстановлены, назвал Израиль «благословенной нацией». В 2010 году Израиль посетил кандидат в президенты Замбии Saviour Chishimba.
В 2014 году сообщалось, что президент Замбии Майкл Сата прилетел в Израиль с официальным визитом по приглашению Шимона Переса. Сам Перес в момент прибытия высокого гостя находился с визитом в США и планировал встретиться с Сатой по возвращении домой. Вскоре оказалось, что на самом деле Сата прибыл в Израиль на лечение (некоторые СМИ писали о том, что Сата лечится в больнице «Асута», а само лечение спонсируется властями Китая). В 2015 году, после того как Сата скончался, новоизбранный замбийский президент Эдгар Лунгу поблагодарил Израиль за оказание надлежащей медицинской помощи Сате за несколько месяцев до его кончины и продление его жизни, даже несмотря на то, что лечение не смогло ему сильно помочь.
В 2015 году Замбия открыла своё посольство в Тель-Авиве; одновременно с этим обе страны заявили о концентрации двустороннего сотрудничества в сфере водоснабжения, зелёной энергии и сельском хозяйстве. Замбия способствует процессу внедрения передовых технологий в этих областях, и видит Израиль как «естественного партнёра» по данному вопросу.
В июле 2016 года глава израильского правительства Биньямин Нетаньягу посетил Гвинею в рамках своего африканского турне и встретился там с высокопоставленными чиновниками из Замбии, Танзании и Южного Судана.
28 ноября 2016 года дипломаты из стран Африки и из Замбии в том числе (среди них посол Замбии в Израиле Martin Mwanambale), посетили Стену Плача в Иерусалиме.
В конце февраля 2017 года президент Лунгу прибыл в Израиль с 5-дневным визитом по приглашению своего израильского коллеги. В поездке его сопровождают 5 министров правительства и делегация бизнесменов. Лунгу принял участие в первом израильско-замбийском бизнес форуме и призвал израильских инвесторов вкладывать деньги в замбийскую экономику: сельское хозяйство, туризм, здравоохранение, коммуникации, водные ресурсы и энергетику. Лунгу также встретился с главой израильского правительства Нетаньягу и президентом Ривлиным.
28 ноября 2017 года Нетаньяху посетил Кению для участия в церемонии инаугурации переизбранного президента Ухуру Кениаты. В рамках визита в Кению Нетаньяху встретился с президентом Замбии Эдгаром Лунгу и обсудил развитие двусторонних отношений. Кроме того, Нетаньяху попросил Лунгу принять у себя саммит Африка-Израиль, который должен был состояться ранее в Того, но в силу организационных причин был перенесен. Лунгу ответил израильскому лидеру согласием.
В марте 2018 года министр обороны Израиля Авигдор Либерман посетил Руанду. Он встретился с президентом этой страны Эдгаром Лунгу, а также со своим коллегой Дэвисом Чамой. По итогам встречи Чама заявил, что его страна планирует закупить у Израиля беспилотные самолёты для борьбы с браконьерами в национальных парках. Кроме того, в Замбии была создана совместная замбийско-израильская группа по борьбе с террором, в рамках которой спецслужбы этой африканской страны будут сотрудничать и обучаться у своих израильских коллег.
В декабре 2018 года израильская компания «Ярок 2000» получила контракт правительства Замбии на строительство сельскохозяйственных ферм, центров подготовки фермеров и предоставления услуг в этой сфере. Общая сумма проекта оценивается в 84 млн долларов.
В августе 2023 года президент Замбии Хакаинда Хичилема посетил Израиль с официальным визитом. В Иерусалиме он встретился с главой израильского правительства Биньямином Нетаниягу. В рамках этого же визита и после семи лет подготовки, две израильские компании «Gigawatt Global» и «Gigawatt Wind» заключили контракт на строительство солнечно-ветряной электростанции в Замбии на сумму около $ 100 млн.
28 января 2025 года глава МИД Израиля Гидеон Саар проинформировал своего замбийского коллегу Муламбо Хаимбе о решении правительства Израиля открыть посольство в Замбии. Кроме того, Саар пригласил Хаимбе посетить Израиль.

## Медицинское сотрудничество
Израиль представляет помощь Замбии и странам суб-сахарского региона в рамках борьбы с ВИЧ в регионе.
В конце 2024 года израильские кардиологи из медицинского центра «Вольфсон» провели 25 операций на открытом сердце для замбийских детей, страдающих врождённым пороком сердца и другими заболеваниями. Эта акция была проведена при поддержке организации «Save a Child’s Heart» (SACH), основанной в 1995 году израильским врачом Ами Коэном.

## Торговые отношения
В 2015 году общий экспорт из Израиля в Замбию составил $ 7,36 млн и включал в себя главным образом телефонию, компьютеры и автомобили. Замбийский экспорт в Израиль в том же году составил $ 0,365 млн и включал в себя инструменты для химического анализа и драгоценные камни. В 2014 году замбийский экспорт в Израиль на 99 % состоял из экспорта алмазов и равнялся $ 2,61 млн.

## Военное сотрудничество
В 1997 году страны сотрудничали в военной сфере. Эксперты ЦАХАЛа проводили тренинги среди замбийских военных, а также поставляли технику и иностранных добровольцев. Израильская компания выиграла тендер на проект замбийского правительства по обновлению истребителей МиГ-21, но в 1999 году проект был заморожен и участие израильтян в нём было остановлено.

## Авиасообщение и туризм
В августе 2023 года во время визита президента Замбии в Израиль было объявлено о введении безвизового режима для израильтян. В первую очередь, этот шаг направлен на облегчение въезда предпринимателей.